# Глазго (Вірджинія)
Глазго (англ. Glasgow) — місто (англ. town) в США, в окрузі Рокбридж штату Вірджинія. Населення — 1052 особи (2020).

## Географія
Глазго розташоване за координатами 37°37′57″ пн. ш. 79°27′21″ зх. д. / 37.63250° пн. ш. 79.45583° зх. д. (37.632381, -79.455801).  За даними Бюро перепису населення США в 2010 році місто мало площу 3,91 км², з яких 3,82 км² — суходіл та 0,09 км² — водойми.

## Демографія
Згідно з переписом 2010 року, у місті мешкали 1133 особи в 476 домогосподарствах у складі 304 родин. Густота населення становила 290 осіб/км².  Було 532 помешкання (136/км²).
Расовий склад населення:
| - 82,5 % — білих - 13,5 % — чорних або афроамериканців - 0,5 % — корінних американців - 0,3 % — азіатів - 1,8 % — осіб інших рас |

До двох чи більше рас належало 1,4 %. Частка іспаномовних становила 3,0 % від усіх жителів.
За віковим діапазоном населення розподілялося таким чином: 23,5 % — особи молодші 18 років, 59,5 % — особи у віці 18—64 років, 17,0 % — особи у віці 65 років та старші. Медіана віку мешканця становила 38,9 року. На 100 осіб жіночої статі у місті припадало 91,7 чоловіків;  на 100 жінок у віці від 18 років та старших — 86,1 чоловіків також старших 18 років.
Середній дохід на одне домашнє господарство  становив 44 215 доларів США (медіана — 43 882), а середній дохід на одну сім'ю — 53 737 доларів (медіана — 50 119). За межею бідності перебувало 16,7 % осіб, у тому числі 19,7 % дітей у віці до 18 років та 5,6 % осіб у віці 65 років та старших.
Цивільне працевлаштоване населення становило 592 особи. Основні галузі зайнятості: виробництво — 28,9 %, мистецтво, розваги та відпочинок — 17,7 %, освіта, охорона здоров'я та соціальна допомога — 13,2 %, роздрібна торгівля — 10,1 %.